# ژئو نورژ
ژئو نورژ (به فرانسوی: Géo Norge) شاعر قرن نوزدهم میلادی اهل فرانسه بود.